# Distrito de Al-Raqa
El distrito de Al-Raqa (en árabe: منطقة مركز الرقة‎, romanizado: Manṭiqat ar-Raqqah) es un distrito de la Gobernación de Al Raqa, en el norte de Siria. Una gobernación (en árabe: محافظة ) es una de las 14 provincias que conforman la organización político-administrativa de la República Árabe Siria. Cada gobernación está dividida, a su vez, en 3 distritos (manatiq). El centro administrativo es la ciudad de Al Raqa. En el censo de 2004, el distrito tenía una población de 503,960.

## Subdistritos
El distrito de Al-Raqa está dividido en cuatro subdistritos o nawāḥī (población de 2004):
- Subdistrito de Al-Raqa (ناحية الرقّة): población 338,773.[2]
- Subdistrito de Al-Sabkhah (ناحية السبخة): población 48,106
- Subdistrito de Al-Karamah (ناحية الكرامة): población 74,429.
- Subdistrito de Maadan (ناحية معدان): población 42,652.